# Кошице
Кошице (слч. Košice, рсн. Кошицы) је други по величини град у Словачкој и културно и привредно средиште источног дела државе. Кошице и управно средиште истоименог Кошичког краја.
Кошице су познате као словачки град са највећим старим градским језгром. Кошице су први европски град који је добио свој грб (1369. године), 2013. разглашена је као европска престоница културе.

## Порекло назива
Први помен назива града је из 1230. године у латинском облику villa Cassa. Верује се да је он изведен од словенског имена Коша. Из овог облика су изведени називи на језицима околних народа.

## Географија
Кошице су смештене у источној половини државе, недалеко од Мађарске - град се налази на око 20 км северно од границе. Престоница државе, Братислава, је удаљена 440 км западно од града.

### Рељеф
Кошице су се развиле у истоименој Кошичкој котлини, коју прави река Хорнад. Надморска висина града је око 200 m. Оближње планине припадају планинском венцу Карпата. Западно од града је издиже Словачко рудогорје, док се источно издижу Сланске врхи.

### Клима
Клима у Кошицама је умерено континентална. Количина падавина износи око 610 милиметара. Месец са највећом количином падавина је Јул.

### Воде
Кроз град протиче река Хорнад, у средишњем делу свог тока. Она дели град на западни и источни део.

## Историја
Простор Кошица био је насељен још у време праисторије. Постоје подаци о словенском становништву у овом крају почетком средњег века. Насеље под данашњим називом први пут се помиње у списима из 1230. године, а 1369. године му је одобрен грб, што га чини градом са најстаријим таквим сачуваним документом. У ово време то је био мађарски град, насељен Немцима и Мађарима. Значај града види се и из податка да је овде било средиште северне Угарске. Грб је свој данашњи изглед добио 1502. године и од тада се није променио.
Током династичких сукоба на мађарском двору у 15. и 16. веку град је тешко страдао. Град је био седиште бунтовних покрета против Хабзбурговаца. Тек крајем 17. века долази до смиривања стања у граду и околини. У ово време град се обнавља и осавремењује, а његов углед као „средишта северне Угарске“ поново долази до изражаја. Град остаје верско, културно и привредно средиште. Овај положај није значајније пољуљан ни после тешких страдања у Револуцији 1848—1849. године. У другој половини века град се развио у снажно средиште, а главно становништво су били Мађари и Јевреји.
На крају Првог светског рата Кошице су се нашле у метежима око разграничења новостворене Чехословачке и Мађарске. Тријанонским споразумом 1919. године, град је постао део Чехословачке. У следећим година становништво се мења и све више долази до изражаја словачки елемент. Међутим, од 1938. до 1945. године град је предат Хортијевој Мађарској, што је на крају довело до масовног страдања Јевреја и протеривања словачког становништва из града. После рата град је враћен Чехословачкој, која постаје комунистичка земља. Тада је дошло до масовног исељавања Мађара из града. У време комунистичке власти град је нагло индустријализован, што је условило нагли раст становништва - са 60.700 у 1950. године на 235.000 у 1991. години.
Кошице су данас седиште једног од словачких крајева и Уставног суда. У њему столују католички надбискуп, лутерански бискуп и грчкокатолички епископ.

## Становништво
| Година:    | 1994.   | 2004.   | 2014.   | 2024.   |
| ---------- | ------- | ------- | ------- | ------- |
| Број људи: | 239 927 | 235 006 | 239 464 | 223 678 |
| Разлика:   |         | -2,05 % | +1,89 % | -6,59 % |

| Година:    | 2023.   | 2024.   |
| ---------- | ------- | ------- |
| Број људи: | 225 044 | 223 678 |
| Разлика:   |         | -0,60 % |

Данас су Кошице по броју становника други град у држави, одмах после Братиславе. Број становника се у последње две деценије кретао око 230-235 хиљада становника.
Етнички састав: По попису из 2001. године састав је следећи:
- Словаци - 89,1%,
- Мађари - 3,8%,
- Роми - 2,1%,
- Чеси - 1,2%,
- Русини и Украјинци - 1,0%,
- остали - 2,8%.

Ово је значајно различито у односу на време од пре 100 година када су Мађари чинили око 75% градског становништва.
Верски састав: По попису из 2001. године састав је следећи:
- римокатолици - 58,3%,
- атеисти - 19,4%,
- гркокатолици - 7,6%,
- лутерани - 4,1%.

## Саобраћај
Због чињенице да се на периферији града укрштају три ауто-пута који су део Европске мреже путева (Е58, Е71 и Е50) град има веома важан значај као транзитни центар.
Мрежа градског превоза је добро развијена и повезује центар града са свим периферним деловима. У граду функционишу аутобуси (32 линије), трамваји (8 линија) и тролејбуси (2 линије).
Возни парк није у потпуност нов, али је у плану наставак набавке савремених возила. Стара возила се донирају градовима којима су возила потребна, а у складу са претходним договором између градских управа (пример је град Чернивци који је добио 5 тролејбуса произведених токо 90-их година прошлог века).

## Привреда
Кошице су привредно средиште источне Словачке и дају 9% бруто националног производа. Највећи значај има железара са 16.000 запослених. Друге важне индустријске гране су машинска и прехрамбена индустрија.
Кошице су и важно трговачко и услужно средиште, а последњих година туризам постаје све важнији чинилац развоја града.

## Градске знаменитости
Кошице имају очувано старо градско језгро, образовано око Хлавне (тј. Главне) улице. То је највећи стари град у целој држави. У његовом средишту је највећа словачка црква, Катедрала свете Алжбете, која је и најисточнија велика црква, иницијално подигнута у готском стилу. У градском језгру постоји још неколико мањих црква, као и низ градских палата и монументалних здања. Ту треба поменути:
- Црква св. Михала,
- Торањ св. Урбана,
- Гркокатоличка црква,
- Здање универзитета,
- стара градска кућа,
- Капетанова палата,
- градски бастиони.

Важност културне основе града била је пресудна да град добије звање Културне престонице Европе 2013. године.

## Партнерски градови
- Велики Варадин
- Ниш
- Мишколц
- Бурса
- Пловдив
- Будимпешта
- Катовице
- Кросно
- Москва
- Острава
- Рахе
- Жешов
- Санкт Петербург
- Ужгород
- Верона
- Високе Татре
- Вупертал
- Мобил
- Буенос Ајрес
- Лион

## Галерија
- Катедрала св. Алжбете
- Црква св. Михала
- једна од градских палата
- Државно позориште у Кошицама
- Торањ светог Урбана
- Палата дивизија, седиште Кошичког краја
- Гркокатоличка црква
- Градска железара